# Konrad Balthasar von Starhemberg

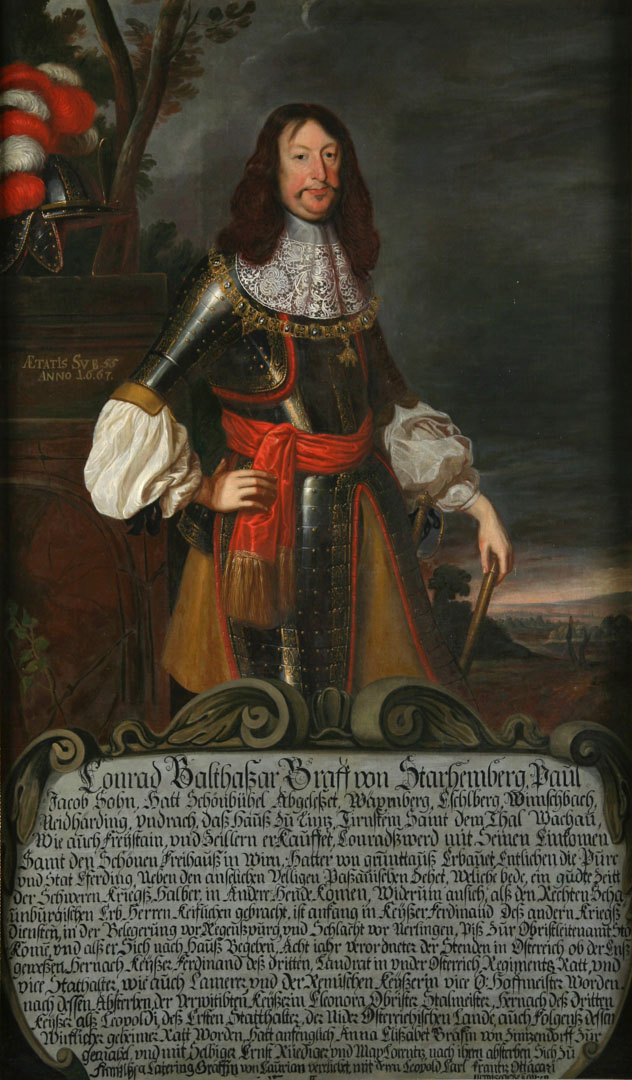
Konrad Balthasar von Starhemberg, zeitgenössisches Gemälde

Graf Konrad Balthasar von Starhemberg (* 1612 in Wien; † 3. April 1687 ebenda) war Statthalter von Niederösterreich. Er galt als einer der besten Minister und Ökonomen seiner Zeit und wurde 1643 in den Grafenstand aufgenommen.

## Herkunft
Seine Eltern waren Paul Jacob von Starhemberg (* 11. Dezember 1560; † 26. Dezember 1635) und dessen zweite Ehefrau Dorothea von Thannhausen (* 1575; † 23. März 1622). Sie waren evangelisch; Konrad Balthasar konvertierte 1639 zum Katholizismus.

## Leben
Nach seiner Kavalierstour ging er in Kriegsdienste unter Ferdinand II. Er kämpfte im Dreißigjährigen Krieg und zeichnete sich 1634 bei der Belagerung von Regensburg aus. Beim Generalsturm am 6. Juli 1634 bestieg er als Erster die Schanze. In der Schlacht bei Nördlingen wurde er verwundet und verließ bereits 1635 als Oberstleutnant den Militärdienst. Im Jahr 1649 wurde er Verordneter des Herrenstandes in Österreich ob der Enns, bald darauf Regierungsrat. 1656 wurde er Vize-Statthalter bei der niederösterreichischen Regierung. Kaiser Ferdinand III. ernannte ihn zum Vize-Obersthofmeister der Kaiserin Maria Eleonora. Kaiser Leopold I. ernannte ihn zum Oberststallmeister der Kaiserin Witwe. Mit Diplom vom 4. August 1667 erhielt er die Landmannschaft des Königreichs Böhmen.

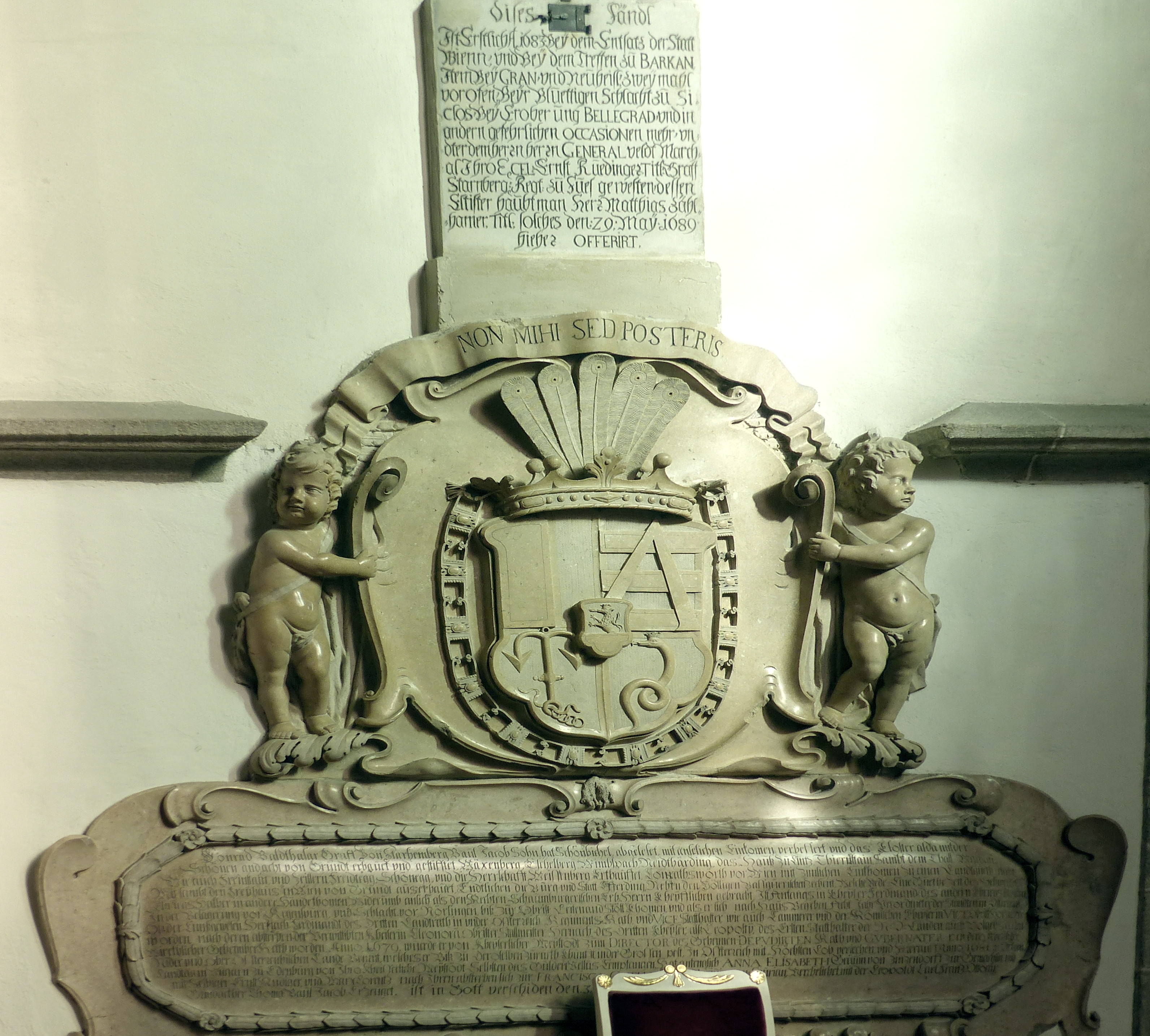
Grabmal in Eferding

Im Jahr 1663 wurde er zum wirklichen Statthalter von Niederösterreich und Geheimen Rat ernannt, ferner wurde er Direktor des k. k. geheimen Deputierten-Rates. Als 1684 eine Seuche (Fleckfieber) die Überlebenden der Türkenbelagerung bedrohte, sorgten neben Graf Georg von Hoyos und Fürst Schwarzenberg auch Konrad Balthasar von Starhemberg für die Kranken. Im Jahr 1681 auf dem Landtag in Ödenburg verlieh ihm der Kaiser den Orden vom Goldenen Vließ.
Sein Grabmal ist in der Pfarrkirche Eferding.

## Besitzungen
Mit seinen Verdiensten um Staat und Krone begann er auch die Stellung seiner Familie zu verbessern. Zunächst erhielt er eine Bestätigung des Grafentitels, den die Familie im 13. Jahrhundert erhalten haben soll. Er verdiente gut und konnte die verpfändete Herrschaft Schönpichl wieder auslösen und dazu die Grafschaft Waxenberg (1639), die Herrschaften und Güter Neidharting (1651), Freienstein (1657), Eferding (1666), Karlsbach und Waasen (1668), Freydegg, Schönegg und Weißenberg (1678), Krummnußbaum (1682), Aggstein (1685), Gut Auhof und Herrschaft Wimspach (1658), Eschlberg, Lichtenhag, Untracht, Thürnstein, Zeillern, Höbattendorf und Neusiedl. Er besaß weiterhin ein Freihaus in Linz (1657), ein Freihaus auf dem Minoritenplatz in Wien und einen großen Häuserkomplex zu Anfang der Vorstadt Wieden, den er in Conradswörth umbenannte. Auf allen von ihm gekauften Häusern und Schlössern ließ er auf seinem Wappen die Worte „Benedictio Domini“ hinzufügen.
Im Jahr 1660 stiftete er die Rosalienkirche in Wieden und 1672 das Servitenkloster zu Schönpichl, das später durch den Grafen Franz Ottokar von Starhemberg (1662–1699) erweitert wurde. 

## Familie
Er heiratete am 10. April 1635 in Wien die Freiin Anna Elisabeth von Zinzendorf und Pottendorf (* 1608; † 28. September 1659), Witwe des Christoph Wilhelm von Zelking. Das Paar hatte mehrere Kinder:
- Anna Maria
- Heinrich Ernst Rüdiger (* 12. Januar 1638; † 4. Juni 1701)

⚭ 1660 Gräfin Helena Dorothea von Starhemberg (* 1634; † 19. Dezember 1688)
⚭ 1689 Gräfin Maria Josepha Jörger von Tollet (* 1668; † 12. März 1746)
- Maximilian Lorenz (* ca. 1640; 1689) ⚭ 1712 Gräfin Dorothea von Schärffenberg

Nach dem Tod seiner ersten Frau heiratete er in Wien am 18. Februar 1660 die Gräfin Katharina Franziska von Cavriani (*ca. 1640; † 1716). Das Paar hatte mehrere Kinder:
- Leopold Karl (1661–1664)
- Franz Ottokar (* 9. Mai 1662; † 21. Oktober 1699), kaiserlicher Gesandter ⚭ 1687 Gräfin Maria Cäcilia Clara von Rindsmaul (* 2. Januar 1664; † 17. August 1737)
- Gundackar Thomas (* 14. Dezember 1663; † 8. Juli 1745)

⚭ 1688 Gräfin Maria Beatrix Franziska von Daun (* 9. Januar 1665; † 8. Januar 1701)
⚭ 1707 Gräfin Maria Josepha Jörger von Tollet (* 1668; † 12. März 1746)
- Leopold (* 1664)
- Paul Joseph Jacob (* 1665/66; † 1684), Hauptmann, gefallen bei der Belagerung von Ofen